# In den Eichen
In den Eichen ist ein Naturschutzgebiet in der niedersächsischen Gemeinde Bevern in der Samtgemeinde Bevern im Landkreis Holzminden.

## Allgemeines
Das Naturschutzgebiet mit dem Kennzeichen NSG HA 170 ist rund 110 Hektar groß. Es ist vollständig vom Landschaftsschutzgebiet „Sollingvorland-Wesertal“ umgeben. Etwas südöstlich liegt das Naturschutzgebiet „Heinsener Klippen, Graupenburg“. Das Gebiet steht seit dem 24. Mai 1995 unter Naturschutz. Zuständige untere Naturschutzbehörde ist der Landkreis Holzminden.

## Beschreibung
Das Naturschutzgebiet liegt nördlich von Heinsen und östlich von Polle auf einer außer im Süden ansonsten überwiegend landwirtschaftlich genutzten Flussterrasse innerhalb einer Flussschleife der Weser im Nordwesten des Naturparks Solling-Vogler im Weserbergland. Es stellt ein naturnahes Laubmischwaldgebiet auf der Mittelterrasse sowie daran angrenzende ehemalige Kiesabbaugewässer des Kieswerks Heidbrink unter Schutz. Diese Gewässer, die sich nach Renaturierungsmaßnahmen naturnah entwickelt sollen, unterliegen dem Einfluss des Hochwassers der Weser. Das Waldgebiet stellt sich als naturnaher Laubmischwald mit einem hohen Anteil alter Eichen und Totholz dar.

## Renaturierung Kieswerk Heidbrink
Das ehemalige Kieswerk im Norden der Weserschleife bei Polle besteht heute aus mehreren Wasserflächen, die innerhalb der Grenzen des Naturschutzgebietes liegen. Im westlichen Bereich wurde bereits in den 1950er Jahren durch die Forstverwaltung Niedersachsen Kiesabbau betrieben. 1986 begann der industrielle Kiesabbau durch ein Unternehmen. Da feste Tonschichten den Nassabbau behinderten, wich man nach Nordosten in den Uferbereich der Weser aus. Diese Kiesgrube wurde bis Ende 2001 ausgebeutet.
Der westliche Teil des ehemaligen Abbaugebietes ist heute ein Flachwasserbereich mit auentypischer Vegetation. An diesen schließt sich das Waldgebiet an. Am Abgrabungsgewässer im Uferbereich der Weser wurde bereits ein Jahr nach Beginn des Abbaus eine Vogelbeobachtungshütte errichtet.
Nach dem Ende des Kiesabbaus wurden die Anlagen zurückgebaut, das Gelände dem Naturschutzzweck entsprechend modelliert und Gehölze angepflanzt. Ein circa 30 Meter langer Betontunnel wurde zu einem Winterquartier für Fledermäuse und Amphibien umgebaut.
Das rund 10 Hektar große Gelände wurde im Dezember 2004 vom Landkreis Holzminden gekauft. Es wird von der Kreisgruppe Holzminden des Naturschutzbundes Deutschland betreut, welche weitere Renaturierungsmaßnahmen durchführte wie die Vertiefung einer ehemaligen Flutrinne und die Anlage weiterer Kleingewässer. Um die Bildung von natürlichem Auwald zu unterstützen, wurden ferner zahlreiche Gehölze gepflanzt.
Auf dem Damm zwischen dem ehemaligen Abbaugewässer und der Weser verläuft heute der Weserradweg. Das ehemalige Abbaugewässer ist von diesem einsehbar. An Aussichtspunkten befinden sich Informationstafeln zum Thema „Naturschutz im Zusammenhang mit dem Kiesabbau“ und zum „Lebensraum Kiesgrube“.
Für die Renaturierung des ehemaligen Kieswerkes und der durch den Abbau entstandenen Gewässer wurde das Unternehmen im Wettbewerb „Deutschen Nachhaltigkeitspreis Kies und Sand 2010“ in der Kategorie „Ökologie“ ausgezeichnet.